# كليمنت إل. هيرش
كليمنت إل. هيرش (بالإنجليزية: Clement L. Hirsch)‏ هو شخصية أعمال أمريكي، ولد في 26 أبريل 1914 في سانت لويس في الولايات المتحدة، وتوفي في 15 مارس 2000 في شاطئ نيوبورت في الولايات المتحدة.